# Pterocheilus quaesitus
Pterocheilus quaesitus är en stekelart som först beskrevs av Moravitz 1895.  Pterocheilus quaesitus ingår i släktet palpgetingar, och familjen Eumenidae. Inga underarter finns listade i Catalogue of Life.